# Octotapnia ceiaca
Octotapnia ceiaca là một loài bọ cánh cứng trong họ Cerambycidae.